# Little Feat
Little Feat es una banda estadounidense de rock de Los Ángeles, California, formada en 1969 por el cantante, compositor y guitarrista slide Lowell George y el pianista y organista Bill Payne después de su paso por el grupo de Frank Zappa: Mothers of Invention. Aunque la banda puede clasificarse dentro del generalista estilo del rock no es menos cierto que sus canciones, así como sus influencias, trascienden mucho del estilo; tocando con éxito todo tipo de estilos, desde canciones folk acústicas hasta el rock-blues más ancestral pasando por el country o el R&Blues y con magistrales toques jazzísticos en muchas de sus composiciones gracias mayormente a la enorme calidad instrumental y compositiva de sus miembros, especialmente los dos principales compositores, el guitarrista slide Lowell George y el pianista Bill Payne, hasta la llegada del guitarrista Paul Barrere. Aunque nunca llegaron a ser una banda de enorme éxito comercial a nivel mundial, su música fue alabada por críticos y todo tipo de músicos y aún ahora sus discos siguen apareciendo dentro de los favoritos de dichos artistas y críticos aunque en su época no ocuparan un lugar destacado en los rankings. Con un sonido preciso, fresco, natural y profundamente bien cuidado Little Feat se convierte en una de las bandas más dotadas de su época no solo por sus insuperables grabaciones -incluyendo todo tipo de fantásticos trucos de estudio en sus grabaciones- sino también por su magnífica puesta en escena.

## Historia de la banda

### Los inicios de la banda (1969-1971)
Lowell George había estado tocando en el grupo de Frank Zappa durante algún tiempo -en algunas grabaciones del grupo se puede oír su voz- hasta que decidió que era un buen momento para formar una nueva banda. Corría el año 1969 y necesitaba músicos para cumplir con su cometido. Bill Payne, quien era por aquel entonces un pianista de gran calidad técnica pero totalmente desconocido por el público en general, decidió hacer unas audiciones para el grupo de Zappa y allí conoció a Lowell George -aunque nunca llegó a formar parte del grupo-. Lowell George dio con un perfecto compañero y ahora ya solo faltaba buscar al resto de miembros que formarían la futura banda. Para ello contrataron al bajista Roy Estrada, que era el bajista de Mothers of Invention, y al batería Ritchie Hayward, quien perteneció a la anterior banda de Lowell George: The Factory. Actualmente el único miembro fundador que queda en la banda es el pianista Bill Payne.
La banda ya estaba lista para comenzar a tocar. Ahora solo quedaba ponerle un nombre a la banda y se dice que este llegó cuando Jimmy Carl Black, batería del grupo Mothers of Invention, hizo un comentario a Lowell George acerca de sus "Little Feat" (pies pequeños). Aun así, el nombre de la banda juega con un doble sentido ya que, como he dicho, intenta decir "piecitos" o "pies pequeños" aunque literalmente quiere decir "pequeñas hazañas". Cabe decir que hay tres rumores que explican la síntesis de Little Feat. El primer rumor hace referencia a la canción de Little Feat "Willin'" -que sería su primer y posiblemente más importante éxito- ya que Lowell George enseñó esta canción a Frank Zappa y este le despidió por ver en el joven cantante una amenaza hacia él debido a su talento. El segundo rumor es por culpa de un largo solo de casi 15 minutos de Lowell George con el amplificador apagado que enfureció a Zappa y acabó por decidir que no debía seguir en el grupo. La tercera versión, y posiblemente la más cierta, es que Lowell George fue expulsado del grupo por escribir una canción, "Willin'", que contenía referencias a las drogas y esto no gustó a Zappa y le invitó a dejar la banda. El 18 de octubre de 1975, en el Auditorium Theater en Rochester New York Lowell George comentó mientras introducía la canción que él fue despedido de la banda por "writing a song about dope" (por escribir una canción sobre droga). Aun así, lo verdaderamente importante era que Lowell George había sido capaz de encontrar unos músicos válidos y dotados para su nuevo proyecto.

### El primer trabajo: Little Feat (1971)
Al cabo de dos años de la formación de la banda, esta se decide a publicar su primer trabajo homónimo: Little Feat. En esos dos años de ensayos y algún que otro concierto la banda ya había tomado forma. Esta estaba formada por un clásico cuarteto -muy común en el rock-, con un piano, un bajo, un batería y un guitarrista y cantante. Los dos principales compositores de la banda eran Bill Payne y Lowell George y lo seguirían siendo hasta la entrada en 1973 de nuevos miembros y en especial del guitarrista Paul Barrere. Con una sólida base instrumental y con múltiples influencias el primer trabajo del grupo sale a la luz como posiblemente el trabajo más fresco de todos los que sacará la banda, con una mezcla de estilos que oscilan del rock al blues o del boogie al folk del sur de los Estados Unidos. Una vez más se recurre a las letras "viajeras" tan comunes en la música y la literatura norte-americana de finales de los sesenta y principios de los setenta. Así lo demuestra la canción "Strawberry flats" -"No he dormido en una semana/ y mis zapatos se sienten ya parte de mis pies"- y el gran primer éxito del grupo: "Willin'", que también habla de un viaje por distintos lugares de los Estados Unidos, especialmente del sur que siempre ha tenido más mágia y folklore que el norte industrial. Aun así, la versión de "Willin'" más conocida será la de su segundo disco, algo más retocada que la primera, aunque mucho menos fresca y espontánea. Destaca de dicha canción la guitarra slide, tocada por el gran guitarrista Ry Cooder que prestó una ayuda a Lowell George en la grabación de algunos temas. Por lo demás cabe destacar la roquera canción "Hamburguer Midnight" así como un gran blues del grupo "Forty Four Blues/How many more years" y algunas canciones lentas de gran calidad melódica. Cabe decir que aun siendo el primer trabajo de la banda es uno de sus grandes trabajos junto con su segundo álbum -quizás superior a este- ya que los demás trabajos en su conjunto perderán la espontaneidad y frescura de los orígenes del grupo. La banda tomaba forma con este primer disco y ya mostraba lo que haría y lo que sería -con pocos cambios significativos- hasta su futura disolución. Little Feat se convertiría en un grupo especial -además de original- en la escena musical norte-americana de los 70 ya que, aunque con profundas influencias blues y country, nunca acabaría adoptando un típico sonido setentero y bluesero propio de otros grupos como The Allman Brothers Band ni tampoco un sonido puramente sureño como Lynyrd Skynyrd, sino que siempre se balancearía con sentido y originalidad por las diferentes vertientes de la música popular estadounidense pero sin caer en los estereotipos, conservando en todo momento ese carisma y estilo que hizo al grupo una de las grandes bandas de su época.

### Último trabajo con la primera formación: Sailin' Shoes (1972)
Sin tener apenas éxito con su primer trabajo, Little feat saca en 1972 su siguiente trabajo. Este nuevo álbum es mucho más roquero que el anterior y posiblemente sea el mejor disco de la banda, por su variedad, por su fuerza, por su frescura y por la magistral calidad de los músicos a la hora de grabar y componer una gran variedad de canciones diferentes. Este disco acentuaba mucho más las guitarras y se acercaba a un rock mucho más setentero aunque siempre con la inconfundible impronta personal de la banda. El nuevo trabajo de la banda contiene varios clásicos -como Cold cold cold, Tripe Face Boogie o Sailin' shoes- y es mucho más maduro que el anterior. Aparece aquí la nueva reedición de "Willin'" hecha a partir de la antigua versión de su anterior disco. Dicha canción fue alabada por la crítica -además de su posterior y exitosa versión hecha por la cantante Linda Ronstadt- y se convirtió en uno de los clásicos de la banda en directo. Es importante decir que la carátula de dicho álbum fue diseñada por el artista Neon Park que a partir de entonces se ocuparía del diseño de muchas de las carátulas de los discos de Little Feat, otra seña de identidad del grupo. 
Sin embargo la banda no acababa de cuajar entre el público y sus éxitos comerciales no acababan de florecer -aunque la crítica les brindaba un gran número de elogios por sus esmerados trabajos-. Esto llevó a un nuevo planteamiento en la banda acerca del curso que esta debía seguir y del sonido que debía adoptar. Antes de grabar su tercer álbum el bajista Roy Estrada decidió dejar la banda para unirse al grupo "Captain Beefheart". Lowell George entonces decidió reclutar a nuevos músicos y la banda pasó de ser un cuarteto a ser un sexteto con Sam Clayton como percusionista -además del batería que ya había-, el bajista Kenny Gradney -que era el sustituto de Roy Estrada- y el guitarrista Paul Barrere que proporcionó una nueva visión musical y compositiva a la banda de gran importancia en el futuro. De esta forma quedaba compuesta la formación clásica de la banda, mucho más completa que la anterior así como más polivalente y polifacética.

### Primer trabajo de la nueva formación: Dixie Chicken (1973)
Con esta nueva formación el sonido de la banda cambió. En un principio la banda sonaba más o menos igual a como lo hacía antes pero poco a poco la importancia de Lowell George en la banda fue decreciendo como compositor en detrimento de Bill Payne y Paul Barrere que dieron un nuevo sonido a la banda, mucho más melódico y conseguido pero mucho menos fresco y bluesero como se verá en los siguientes discos. La nueva formación se dispuso a sacar a luz un nuevo trabajo que se sintetizó en el álbum "Dixie Chicken" de 1973, posiblemente el más popular de los discos de la banda. El éxito de la nueva formación no fue mucho mayor de lo que había sido aunque crítica y fanes la seguían alabando. La banda dejó dos grandes clásicos junto "Willin'": "Dixie Chicken" y "Fat Man in the Bathtub". Ambas canciones son una precisa y esclarecedora muestra de la calidad técnica e instrumental del grupo y junto con "Willin'" se convierten en una perfecta síntesis del trabajo del grupo. Con la adhesión de nuevos miembros el grupo suena mucho más completo y gracias a la entrada de un nuevo guitarrista, Lowell George tiene la oportunidad de centrarse por completo en su faceta de guitarra slide y cantante -la verdad que infravalorado dentro del mundo de la guitarra slide en comparación con otros músicos de no mayor calidad técnica-. "Roll Um easy" es otra muy buena canción acústica -además de melancólica- de Lowell George. Por lo demás cabe decir que tanto Sam Clayton como Paul Barrere ofrecieron una ayuda vocal al que hasta entonces había sido el cantante principal, a saber, Lowell George.

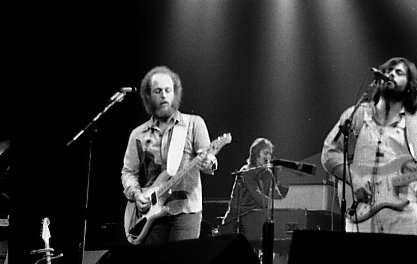
Paul Barrere y Lowell George: las dos guitarras del grupo

### Consolidación de la formación clásica: Feats don't fail me now (1974)
Comenzaban a surgir roces dentro de la banda. La entrada de nuevos miembros había dado un giro -aunque no muy visible por aquel entonces- al sonido de la banda y al trabajo de composición del que había sido principal compositor y cantante de la banda hasta entonces, Lowell George. Esto hizo que a finales de 1973 la banda estuviera a punto de desintegrarse por problemas internos. Por suerte consiguieron seguir y apartar sus diferencias y se reunieron en Maryland para grabar un nuevo álbum con un título clarificador para la situación del grupo por aquel entonces: "Feats don't fail me now" (pies no me falléis ahora). Este disco suponía la consolidación de la formación clásica del grupo. También se comienza aquí a entrever la fase decadente del grupo, que no volvería a ser lo mismo después de sus tres magníficos primeros álbumes -nunca volverían a igualar sus primeros registros-. El nuevo disco era un disco cansado, que carecía de la frescura y la fuerza de los primeros álbumes del grupo aunque paradójicamente era mucho más bueno que lo que estaba por llegar. Aunque este disco conserva grandes éxitos de la banda como "Rock and Roll doctor" o "Feats don't Fail me now" en conjunto no es comparable a sus predecesores. Diferente en forma y sonido a lo que Lowell George mostraba allá por 1971 eso no era más que un reflejo de la situación interna del grupo que, aunque no era pésima, no acababa de ser idónea. Sin embargo, el grupo estaba cosechando grandes éxitos en sus conciertos y mostraban su magnífica puesta en escena con sus largas y geniales improvisaciones. Este trabajo se concibe como un álbum orientado al directo, siendo muchas de sus canciones grandes éxitos en los conciertos del grupo, especialmente "Feats don't fail me now". Lo paradójico es que este disco tuvo algo más de éxito comercial que sus anteriores trabajos, sin ser para nada mejor que sus predecesores.

### El comienzo del fin: The last record album (1975)
Las presiones y discordias que se vivían dentro del grupo no eran solo fruto de los intereses sino que también afectaba la adicción de Lowell George a la droga, el alcohol y la comida así como sus trabajos como sesionista y productor para otros músicos. Esto hizo que el peso compositivo de la banda fuera recayendo cada vez en el pianista Bill Payne y en el guitarrista Paul Barrere aunque Lowell George siguió siendo el emblema de la banda hasta su muerte. Este hecho produjo un cambio en el modelo musical inicial que buscaba Lowell George hacia un estilo mucho más melódico y más cercano a los ochenta y alejándose progresivamente del sonido roquero y agresivo de los setenta. Este hecho cae como una losa sobre este disco que parece hecho por músicos diferentes a los que editaron el disco de 1973. El álbum rompe con lo anterior, es otra cosa. No encontramos aquí ningún gran clásico de la banda -con la excepción de "All that you dream" y "Long Distance Love", una fantástica canción lenta cantada fantásticamente por Lowell- y el disco en general es mucho más malo que los anteriores si tenemos en cuenta la línea musical del grupo desde sus orígenes. Este disco es mucho más planificado y pierde toda la frescura que aún le quedaba al grupo con su último trabajo. Resumiendo: podemos enmarcar este disco dentro de un conjunto de buenas armonías vocales y ritmos reposados; un auténtico golpe de timón en comparacioón a lo que se había hecho antes debido en gran medida al nuevo papel de Paul Barrere en la banda.

### Penúltimo disco de la formación clásica de Little Feat: Time Loves a hero (1977)
La banda se toma ahora un descanso de dos años para lanzar al mercado el que será el penúltimo álbum de estudio con Lowell George y por tanto con la formación clásica de la banda. El cambio de sonido que se había dado en el anterior disco culmina en este donde los sonidos reposados, tranquilos y melódicos son ya mayoría y seña de identidad de este nuevo disco. Aun así, aún queda algo de espacio para algunas canciones que muestran lo que la banda fue y que vuelvan a hacer resurgir aquella magia inicial de los primeros años del grupo y de Lowell George. Todos los miembros de la banda eran conscientes de que nada volvería a ser lo que fue. Por si fuera poco cada vez se hacían mayores las diferencias entre los miembros del grupo y esto desembocaba en tensiones y riñas que para nada ayudaban al grupo.

### Un claro en el camino: Waiting for Columbus (1978)
En un periodo marcado por lanzamientos mediocres, Little Feat experimentó una transformación notable, culminando en la creación de un álbum en directo casi perfecto. Este doble álbum en vivo captura lo más destacado de una serie de conciertos celebrados durante el año en cuestión. Dadas las circunstancias previas del grupo y sus producciones recientes, las expectativas de un registro en vivo de esta calidad eran escasas. Sin embargo, el resultado es una muestra magistral de la fuerza y habilidad técnica, compositiva e instrumental de cada miembro del grupo.
Al extender las canciones más allá de sus versiones de estudio, Little Feat demuestra una cohesión admirable, destacando especialmente las actuaciones del pianista Bill Payne, con sus elaborados solos, y de Lowell George, tanto en la guitarra slide como en la voz. Este álbum representa un renacimiento para la banda, resaltando su capacidad innegable para ofrecer música de calidad acompañada de una ejecución instrumental exquisita.
Considerado por muchos como uno de los mejores registros en vivo de la historia, este directo impresiona con ejecuciones increíbles y magníficas improvisaciones. Aunque se han planteado críticas sobre posibles retoques en partes de guitarra slide en el estudio, esta práctica no es ajena a la producción de grabaciones en vivo. El álbum ofrece un repertorio variado que incluye tanto clásicos del grupo como canciones menos conocidas, todas interpretadas con maestría.
Con este lanzamiento, Little Feat consolida su posición no solo como un destacado grupo de estudio con álbumes sobresalientes, sino también como una banda excepcional en vivo, capaz de ofrecer espectáculos impresionantes y electrizantes.

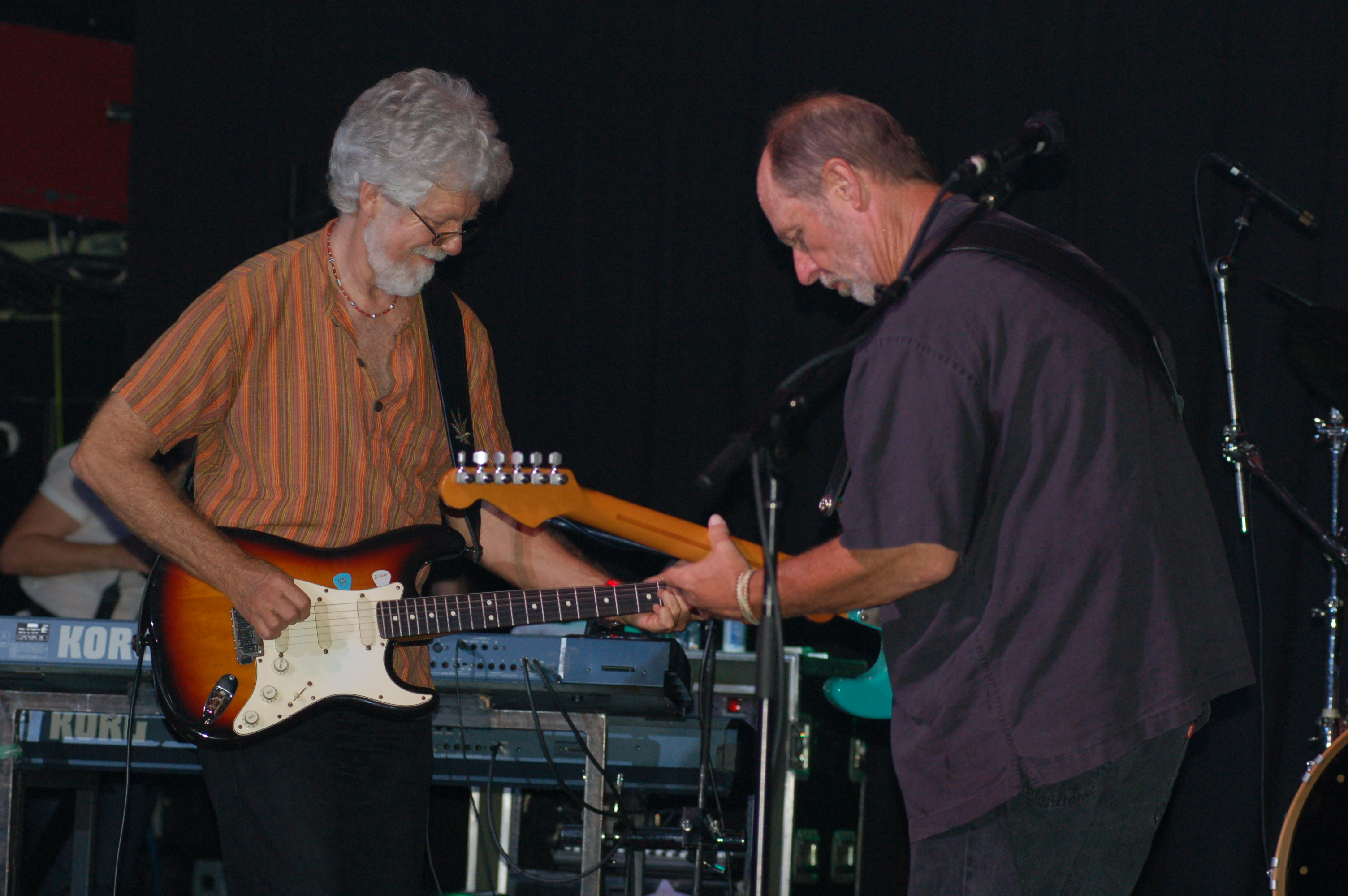
Little Feat en la actualidad. Los guitarristas Paul Barrere y Fred Tackett

### El último trabajo con Lowell George: Down on the farm (1979)
Llega 1979 y todo acaba explotando. Las presiones internas, juntamente con la presencia compositiva de Paul Barrere así como la adicción y progresivo alejamiento de Lowell George del grupo -que acabaría sacando un disco en solitario- finalizan en este nuevo trabajo y en la posterior disolución del grupo debido al fallecimiento de Lowell George -que murió debido a una parada cardíaca por culpa del abuso a las drogas y a la comida que llevó durante gran parte de su vida-. Aun así, el disco no deja un mal sabor de boca, a pesar de estar a medias cuando Lowell George muere, ya que es algo mejor que sus dos predecesores aunque peor de lo que fueron los primeros álbumes de la banda. Este disco vuelve a estar en la misma línea melódica de los anteriores aunque también encontramos aquí buenas canciones como la primera que abre el disco "Down on the farm" o marchosas como "Straigh from the heart" además de canciones con el característico toque bluesero de Little Feat como "Kokomo". 
Este disco supone el broche final a una carrera de 10 años que deja canciones espectaculares y discos que por mérito propio deben estar entre los clásicos del género. Las andanzas de este grupo -que al cabo de unos años volvería pero ya sin su emblema y sin la frescura de los años dorados de la banda- acaban como las de muchos de los grupos de los setenta: con la muerte de un miembro del grupo y la posterior disolución de la banda. Acaba así la historia iniciada por unos músicos desconocidos de "Mothers of Invention" que acabaron creando una de las bandas más personales y virtuosas de la escena norte americana de los setenta.

### Little Feat retorna sin Lowell George (1987-Actualidad)
Con la muerte del que había sido fundador, principal compositor y emblema de la banda, los miembros de esta deciden disolver la banda hasta nueva orden. Así que, después de trabajar en diversos proyectos individuales, los miembros de Little Feat se reunieron a mediados de los 80. Esta nueva orden llega en 1987 cuando el grupo decide unirse para publicar nuevos trabajos que imitan al estilo del Little Feat maduro. La formación queda establecida con los miembros clásicos de la banda y con alguna incorporación de algún miembro más. Desde entonces Little Feat lleva grabados diferentes discos y también algunas compilaciones y recopilatorios de su primera época.

## Discografía

### Álbumes de estudio
- Little Feat (1971)
- Sailin' Shoes (1972)
- Dixie Chicken (1973)
- Feats Don't Fail Me Now (1974)
- The Last Record Album (1975)
- Time Loves A Hero (1977)
- Down on the Farm (1979) [completado después de la muerte de Lowell George]
- Let It Roll (1988)
- Representing the Mambo (1990)
- Shake Me Up (1991)
- Ain't Had Enough Fun (1995)
- Under the Radar (1996)
- Chinese Work Songs (2000)
- Kickin' It at the Barn (2003)
- Join the Band (2008)

### Álbumes en vivo
- Waiting for Columbus (1978)
- Live From Neon Park (1996)
- Extended Versions (2000)
- Late Night Truck Stop (2001)
- Waiting for Columbus (2002) [re-release, doubled in size]
- Live at the Rams Head (2002)
- Down Upon the Suwannee River (2003) [a two-disc set]
- Highwire Act Live in St. Louis 2003 (2004)
- Barnstormin' Live Volume One (2005)
- Barnstormin' Live Volume Two (2005)
- Rocky Mountain Jam (2007)
- Rams Head Revisited (2010)

### Recopilatorios
- Hoy-Hoy! (1981) [collection of live recordings]
- As Time Goes By: The Very Best of Little Feat (1994) [Import to US - first, and only, Feat album available on CD for many years]
- Hotcakes & Outtakes: 30 Years Of Little Feat (2000) [4 CD collection & outtakes][boxed set]
- Ripe Tomatos - Volume One (2002)
- Raw Tomatos - Volume One (2002)
- The Essentials (2005) [Import to US]
- Barnstormin' Live Volumes One + Two (2006) [boxed set]
- The Best of Little Feat (2006)

### Videos
- Rockpalast Live (2000) [DVD] - Eleven-song performance for German live music television show "Rockpalast" that originally aired in July 1977, plus one bonus live track from Pinkpop Festival, Geleen, Holland, June 7, 1976
- High Wire Act Live In St. Louis 2003 (2004 live) [DVD]
- Little Feat & Friends in Jamaica - Burgers & Paradise (2006 live) [2 DVD] - Little Feat & Friends in Jamaica 2005
- "Little Feat: Skin It Back - The Rockpalast Collection (2009) [DVD] - At the Grugahalle in Essen in 1977, just before the recording album "Waiting For Columbus." Includes almost 30 minutes of alternative rehearsal versions including material that didn't make it into the final show.

## Excursión anual de la banda a Jamaica
Desde 2003 Little Feat organiza un viaje anual a Jamaica donde hace un concierto y actuaciones en dúos o en solitario de alguinos miembros de la banda
| Year                         | Dates | Solo/Duo shows |
| ---------------------------- | --- | --- |
| 1st Annual Featfan Excursion | Two band shows: - 1 de febrero de 2003 (with Piero Mariani) - 2 de febrero de 2003 (with Piero Mariani) | - Paul Barrere and Fred Tackett (31 de enero de 2003) - Kenny Gradney (2 de febrero de 2003) - Fred Tackett with Miles Tackett and Dominic Genova (2 de febrero de 2003)                                                                                                   |
| 2nd Annual Featfan Excursion | Two band shows: - 30 de enero de 2004 (with Sam Bush) - 31 de enero de 2004 (with Sam Bush) | - Paul Barrere and Fred Tackett (29 de enero de 2004) - Kenny Gradney with Piero Mariani (31 de enero de 2004) - Richie Hayward (31 de enero de 2004) - Bill Payne with Shaun Murphy and Piero Mariani (31 de enero de 2004)                                               |
| 3rd Annual Featfan Excursion | Two band shows: - 28 de enero de 2005 (with Coco Montoya, Stephen Bruton, Miles Tackett and Piero Mariani) - 29 de enero de 2005 (with Coco Montoya, Stephen Bruton, Miles Tackett and Piero Mariani) | - Paul Barrere and Fred Tackett (27 de enero de 2005) - Richie Hayward (29 de enero de 2005) - Bill Payne with Shaun Murphy, Coco Montoya, Stephen Bruton, Piero Mariani and the Cajun Queens (29 de enero de 2005)                                                        |
| 4th Annual Featfan Excursion | Five band shows: - 28 de enero de 2006 (with Inara George, Piero Mariani, Sam Bush and Vince Herman) - 29 de enero de 2006 (with Inara George, Piero Mariani, Sam Bush and Vince Herman) - 1 de febrero de 2006 (with Piero Mariani, Ron Holloway and Coco Montoya) - 3 de febrero de 2006 (with Piero Mariani, Ron Holloway and Coco Montoya) - 4 de febrero de 2006 (with Coco Montoya) | - Paul Barrere and Fred Tackett (27 de enero de 2006) - Bill Payne with Shaun Murphy, Fred Tackett, Paul Barrere and Piero Mariani (29 de enero de 2006) - Bill Payne with Shaun Murphy, Fred Tackett, Paul Barrere, Ron Holloway and Piero Mariani (2 de febrero de 2006) |
| 5th Annual Featfan Excursion | Four band shows: - 28 de enero de 2007 (with Craig Fuller and Vince Herman) - 29 de enero de 2007 (with Craig Fuller, Vince Herman, Howie Golub, Michael B. Favreau and Larry Lister) - 2 de febrero de 2007 (with Craig Fuller and Hubert Sumlin) - 3 de febrero de 2007 (with Craig Fuller and Hubert Sumlin)                                                                           | - Fred Tackett, Paul Barrere, Craig Fuller and Vince Herman (27 de enero de 2007) - Craig Fuller (29 de enero de 2007) - Paul Barrere and Fred Tackett (1 de febrero de 2007) - Fred Tackett (3 de febrero de 2007)                                                        |
| 6th Annual Featfan Excursion | Two band shows: - 2 de febrero de 2008 (with Vince Herman) - 4 de febrero de 2008 (with Vince Herman) | - Paul Barrere and Fred Tackett (1 de febrero de 2008) |

## Citas de otros artistas
"...and then I met Lowell George. I heard...'Sailin' Shoes' and went crazy. I got in my truck and drove to California...to work with Lowell. I'd have to say Little Feat was the biggest influence...Musically, they're my favorite band." -- Bonnie Raitt[cita requerida]
"[At] the Plaza...the attorney general, staying one floor above us, complained about me playing Little Feat records too loud last night...Band-wise, Little Feat is my favorite American group." -- Jimmy Page, interviewed by Cameron Crowe (1975).[cita requerida]